# Jean Neumanns

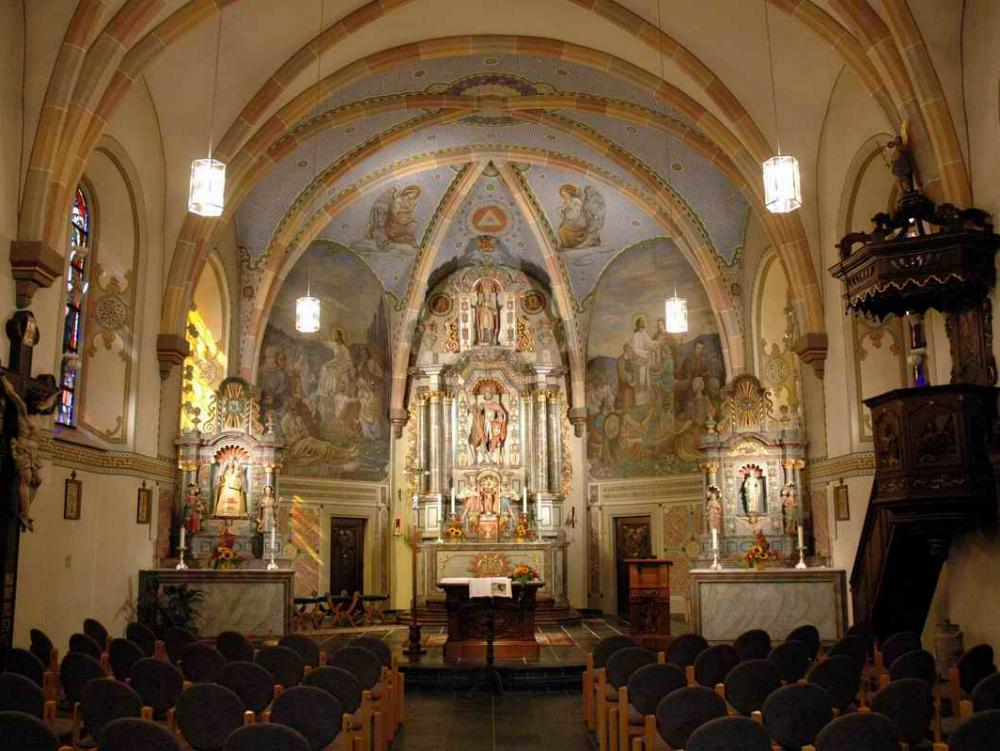
Fresco's van Neumanns in de Mauritiuskerk van Eschweiler

Johann (Jean) Neumanns (Röhl, 8 oktober 1888 – Ettelbruck, 19 januari 1973) was een Luxemburgs kunstschilder. Hij was Duitser van geboorte, hij werd in 1930 genaturaliseerd tot Luxemburger.

## Leven en werk
Jean Neumanns werd geboren in Duitsland als zoon van Johann (Jean) Neumanns en Susanna Boresch. Het gezin vestigde zich Luxemburg, in Kelleschhaff bij Waldbillig. Neumanns was al jong bezig met tekenen en schilderen. Hij was autodidact, tot hij als 25-jarige een beurs kreeg voor de Kunstacademie Düsseldorf. Hij studeerde er bij Adolf Maennchen, Willy Spatz, Ludwig Heupel-Siegen en Eduard von Gebhardt en kreeg mozaïeklessen van Josef Huber-Feldkirch. Nadat hij in 1915 zijn diploma haalde, keerde hij terug naar Luxemburg en werd assistent van kerkschilder Nicolas Brücher. Later zette hij samen met zijn broer Mathias onder de naam 'Gebr. Neumanns' een eigen bedrijf in decoratief schilderwerk op. In 1930 trouwde hij met Anna Maria Simon.
Neumanns ontwikkelde zich als kerkschilder en maakte ook portretten en interieurs in olieverf, pastel en aquarel. Hij sloot zich aan bij de kunstenaarsvereniging Cercle Artistique de Luxembourg (CAL), waar hij van 1917 tot 1931 deelnam aan de jaarlijkse salons.
Jean Neumanns overleed op 84-jarige leeftijd.

## Enkele werken
- 1920 frontispice voor Heimatstätte U. L. Frau von Luxemburg. Einst und jetz van Michael Faltz.
- 1921 koorschilderingen van twee evangelistenfiguren voor de parochiekerk van Beaufort, naar een ontwerp van Brücher.
- 1924 fresco's van de wonderbare spijziging en de aankondiging van het koninkrijk van God in de église Saint-Maurice in Eschweiler.[4]

- Musée national d'archéologie, d'histoire et d'art: lkl000146